# Hyladelphys kalinowskii
La marmosa grácil de Kalinowski o comadrejita marsupial peruana (Hyladelphys kalinowskii) es la única especie de este género que fue escindido de Gracilinanus en 2001.

## Zoogeografía
Esta especie ha sido descrita en localizaciones puntuales y dispersas desde el norte de Guyana Francesa, el sur de Guyana hasta varias áreas geográficas del Perú.